# Canton de Levier
Le canton de Levier est une ancienne division administrative française, située dans le département du Doubs et la région Franche-Comté.

## Représentation

### Conseillers généraux de 1833 à 2015
| Période | Période      | Identité                    | Étiquette       | Qualité                                                                                     |
| ------- | ------------ | --------------------------- | --------------- | ------------------------------------------------------------------------------------------- |
| 1833    | 1839         | François-Xavier Parrot      |                 | Propriétaire à Levier                                                                       |
| 1839    | 1842         | Romain-Emmanuel Fachard     |                 | Président du Tribunal de Pontarlier                                                         |
| 1842    | 1882 (décès) | Pierre-Antoine Patel        | Républicain     | Avocat, rentier à Pontarlier, ancien conseiller d'arrondissement                            |
| 1882    | 1902 (décès) | Emile Grillon               | Républicain     | Avocat à Vesoul                                                                             |
| 1902    | 1904         | Alfred Rambaud              | Républicain     | Professeur à la Sorbonne Sénateur (1895-1903) Ministre (1896-1898)                          |
| 1904    | 1922         | Georges Vandel (1859-1924)  | Républicain     | Marchand de bois à Pontarlier                                                               |
| 1922    | 1940         | Joseph Grillet (1859-1949)  | URD             | Cultivateur à Goux-les-Usiers puis à Doubs                                                  |
|         |              |                             |                 |                                                                                             |
| 1943    | 1945         | Georges Reudet              |                 | Industriel Maire de Levier Nommé conseiller départemental en 1943                           |
|         |              |                             |                 |                                                                                             |
| 1945    | 1964         | Georges Reudet              | RI              | Président du Conseil Général (1958-1961) Maire de Levier                                    |
| 1964    | 1976         | Fernand Michaud (1921-2017) | MRP puis CD     | Médecin Conseiller municipal de Levier (1959-1989)                                          |
| 1976    | 2001         | Louis Philippe (1930-2022)  | CD puis UDF-CDS | Vétérinaire Maire de Levier                                                                 |
| 2001    | 2015         | Jean-Pierre Gurtner         | DVD             | Enseignant de lycée agricole Conseiller municipal de Levier Président de la CC Altitude 800 |

### Conseillers d'arrondissement (de 1833 à 1940)
Le canton de Levier avait deux conseillers d'arrondissement.
| Période                                  | Période          | Identité                                    | Étiquette                    | Qualité |
| ---------------------------------------- | ---------------- | ------------------------------------------- | ---------------------------- | --- |
| 1833                                     | 1833             | Jean Louis Roussillon                       |                              | Cultivateur, ancien maire d'Arc-sous-Montenot                                                               |
| 1833                                     | 1839             | Pierre Antoine Patel (1792-1982)            |                              | Avocat, ancien maire (1830 à 1831) de Pontarlier                                                            |
| 1833                                     | 1839             | M. Bragard                                  |                              | Cultivateur, ancien adjoint au maire de Levier                                                              |
| 1839                                     | 1845             | Baron Jean-Charles Pernet (1774-1846)       |                              | Maréchal de camp en retraite, rentier, propriétaire à Villers-sous-Chalamont                                |
| 1839                                     | 1844 (décès)     | Benoît Vernier de Bians (1771-1844)         |                              | Capitaine de gendarmerie en retraite, Goux-les-Usiers                                                       |
| 1845                                     | 1848             | Jean-Claude Jolicler                        |                              | Substitut du Procureur du Roi à Pontarlier                                                                  |
| 1845                                     | 1848             | Just Fortuné Chenoz (1798-1867)             |                              | Avoué, huissier de justice, ancien adjoint au maire de Pontarlier                                           |
|                                          |                  |                                             |                              | |
|                                          | 1884 (décès)     | Louis Fontaine                              |                              | Adjoint au maire de Levier                                                                                  |
|                                          |                  |                                             |                              | |
| av.1888                                  | 1894 (démission) | Aimé Florence Pelletier                     |                              | Maire de Villers-sous-Chalamont, suppléant du juge de paix                                                  |
| 1894                                     | 1896 (décès)     | M. Beurey                                   |                              | |
|                                          |                  |                                             |                              | |
| 1907                                     | 1918 (décès)     | Vital Vallet (1839-1918)                    | Droite                       | Maire de Boujailles                                                                                         |
| 1907                                     | 1940             | M. Dornier                                  | Union nationale républicaine | Cultivateur à Levier                                                                                        |
| 1918                                     | 1919             | siège vacant                                |                              | |
| 1919                                     | 1937             | Élisée Laresche                             | Union nationale républicaine | Propriétaire, maire de Bians-les-Usiers                                                                     |
| 1937                                     | 1940             | Joseph Vallet (1869-1957, fils de V.Vallet) | Union nationale républicaine | Maire de Boujailles                                                                                         |
| 1940                                     |                  |                                             |                              | Les conseils d'arrondissement ont été suspendus par la loi du 12 octobre 1940 et n'ont jamais été réactivés |
| Les données manquantes sont à compléter. |                  |                                             |                              | |

## Composition
Le canton de Levier était composé des quinze communes suivantes :
| Nom                    | Code Insee | Intercommunalité                             | Superficie (km2) | Population (dernière pop. légale) | Densité (hab./km2) |
| ---------------------- | ---------- | -------------------------------------------- | ---------------- | --------------------------------- | ------------------ |
| Levier (chef-lieu)     | 25334      | CC Altitude 800                              | 44,34            | 2 035 (2014)                      | 46                 |
| Arc-sous-Montenot      | 25026      | CC Altitude 800                              | 10,72            | 213 (2014)                        | 20                 |
| Bians-les-Usiers       | 25060      | CC Altitude 800                              | 14,01            | 640 (2014)                        | 46                 |
| Boujailles             | 25079      | CC du Plateau de Frasne et du Val du Drugeon | 28,22            | 408 (2014)                        | 14                 |
| Bulle                  | 25100      | CC du Plateau de Frasne et du Val du Drugeon | 14,03            | 422 (2014)                        | 30                 |
| Chapelle-d'Huin        | 25122      | CC Altitude 800                              | 23,71            | 512 (2014)                        | 22                 |
| Courvières             | 25176      | CC du Plateau de Frasne et du Val du Drugeon | 10,94            | 308 (2014)                        | 28                 |
| Dompierre-les-Tilleuls | 25202      | CC du Plateau de Frasne et du Val du Drugeon | 12,94            | 259 (2014)                        | 20                 |
| Évillers               | 25229      | CC Altitude 800                              | 13,02            | 341 (2014)                        | 26                 |
| Frasne                 | 25259      | CC du Plateau de Frasne et du Val du Drugeon | 32,87            | 1 936 (2014)                      | 59                 |
| Goux-les-Usiers        | 25282      | CC Altitude 800                              | 17,63            | 724 (2014)                        | 41                 |
| Septfontaines          | 25541      | CC Altitude 800                              | 18,37            | 352 (2014)                        | 19                 |
| Sombacour              | 25549      | CC Altitude 800                              | 19,30            | 615 (2014)                        | 32                 |
| Villeneuve-d'Amont     | 25621      | CC Altitude 800                              | 14,27            | 258 (2014)                        | 18                 |
| Villers-sous-Chalamont | 25627      | CC Altitude 800                              | 22,18            | 270 (2014)                        | 12                 |

## Démographie
| 1962  | 1968  | 1975  | 1982  | 1990  | 1999  | 2006  | 2011  | 2012  |
| ----- | ----- | ----- | ----- | ----- | ----- | ----- | ----- | ----- |
| 7 227 | 6 993 | 6 799 | 7 117 | 7 539 | 7 712 | 8 376 | 8 899 | 9 079 |